# Ventosa (Torres Vedras)
Ventosa is een plaats (freguesia) in de Portugese gemeente Torres Vedras en telt 5167 inwoners (2001).